# San Francisco del Norte
San Francisco del Norte est une municipalité nicaraguayenne du département de Chinandega au Nicaragua.